# Melchor de Navarra y Rocafull
Melchor de Navarra y Rocafull (Torrelacárcel, 1626, Portobelo, 1691), duc consort de la Palata est un gentilhomme espagnol. Il est vice-roi du Pérou de 1681 à 1689.

## Biographie

### Enfance et éducation
Melchor Bartolomé Buenaventura, né en 1626 à Torrelacárcel en Aragon, est le fils de Melchor de Navarro y Sebastián et de Magdalena Rocafull Vique. Son père était chevalier de l'ordre d'Alcantara en 1660, conseiller d'État à la Guerre et chevalier d'honneur de la reine Isabelle de Bourbon.
Issu de familles influentes, Melchor peut étudier à Saragosse, puis à Salamanque, où il acquiert de solides bases en lettres et en sciences. Talentueux, il se distingue notamment grâce à ses connaissances en histoire, littérature et en sciences juridiques.

### Début de carrière
Le 17 août 1654, Don Melchor commence sa carrière politique en qualité de conseiller du gouvernement d'Aragon. Dès 1659, il est chargé par le gouverneur de superviser la défense du comté de Ribagorce.
En 1660, il rejoint le conseil de Naples et est admis dans l'ordre d'Alcantara la même année.
Il intègre ensuite les conseils d'Italie puis de la Guerre.

### Vice-Chancelier d'Aragon
En 1672, à 46 ans, il devient vice-chancelier du royaume d'Aragon, prenant la tête d'une institution chargée d'administrer les biens de la Couronne, de régler des conflits juridiques et de faire le lien entre le Roi et ses vice-rois.
Influent, il soutient la régente Marie-Anne d'Autriche et participe au conseil de régence créé par Philippe IV avant sa mort pour protéger son fils mineur, le futur Roi Charles II.
Durant cette période, Don Melchor doit s'opposer au fils légitimé de Philippe IV, don Juan José d'Autriche qui critique ouvertement le gouvernement en place. De plus en plus ambitieux, ce dernier profite de soulèvements en Aragon et en Catalogne pour organiser un coup d'état militaire. Afin d'éviter une guerre civile, la Reine cède à ses exigences faisant exiler son conseiller et homme fort du gouvernement : le jésuite Johann Eberhard Nithard. Juan José se fait également nommer Vice-Roi d'Aragon en 1669.
En 1677, profitant de nouveaux troubles en Espagne et du soutien d'une partie de la noblesse, Juan José d'Autriche contraint à nouveau la Reine à disgracier son premier ministre dont il prendra la place jusqu'à sa mort en 1679. Alors homme fort du gouvernement, il écarte du pouvoir Don Melchor qui était resté fidèle à la régente Marie-Anne,.

### Vice-roi du Pérou
La mort de Don Juan José d'Autriche en septembre 1679 permet à Don Melchor de jouer à nouveau un rôle politique. Nommé vice-roi, gouverneur et capitaine général de la vice-royauté du Pérou, il arrive dans la vice-royauté le 20 novembre 1681 avec son épouse et sa belle-mère. Intronisé durant des cérémonies particulièrement fastes, Don Melchor met rapidement en place une étiquette détaillée et dote son gouvernement d'une grande autonomie.  Il dirigera la colonie pendant près de 8 ans.
Il lance plusieurs chantiers et fait notamment recenser la population indienne en vue de réorganiser la mita. Il fait également compiler les différentes lois en vigueur dans les régions afin d'uniformiser le droit dans la vice-royauté. 
Don Melchor doit enfin gérer un séisme qui détruit presque entièrement Lima en 1687.

#### Disputes avec Melchor de Liñán y Cisneros
Don Melchor est connu pour s'être violemment querellé avec Melchor de Liñán y Cisneros, archevêque de Lima et vice-roi par intérim avant son arrivée. L'objet de leur conflit est une ordonnance publiée par le vice-roi le 20 février 1684, dont le but était de mettre fin aux abus que subissaient les Indiens de la part des curés qui les catéchisaient. Or, le vice-roi demande aux corregidores de faire des rapports sur les curés qui commettraient des abus, ce qui est, selon le prélat, une violation de l'immunité ecclésiastique.
Les deux hommes se sont par ailleurs querellés au sujet de la couleur de la robe du bedeau de la cathédrale de Lima, dispute symbolique entre le pouvoir royal et divin.

#### Installations militaires et lutte contre la piraterie

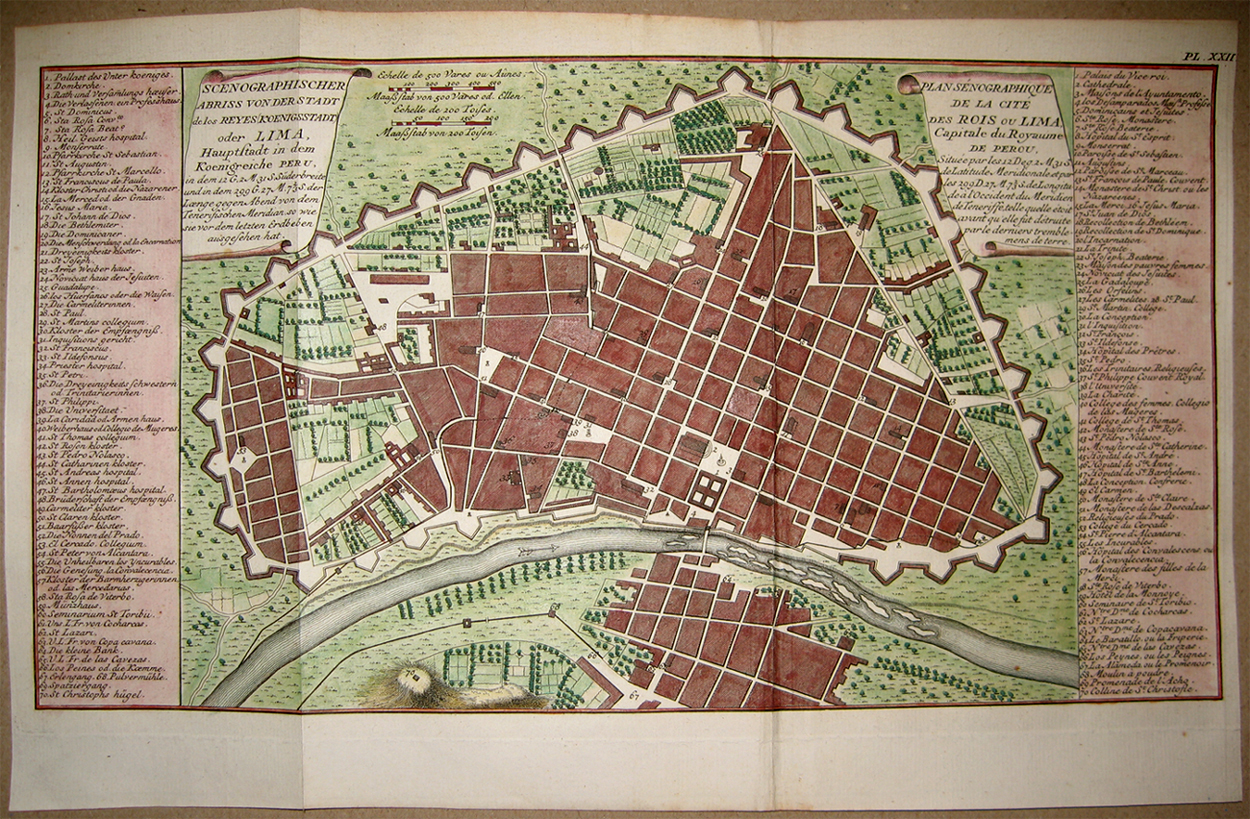
Plan de la ville de Lima en 1750, suite aux fortifications demandées par Don Melchor

Don Melchor est également connu pour s'être particulièrement impliqué dans la lutte contre contre les pirates qui sont, dans la décennie 1680, de plus en plus nombreux dans le Pacifique, ceci afin de protéger les routes de commerce et de garantir la sécurité des habitants.
En 1682, il fait exécuter le pirate Carlos Clarke, alors prisonnier à Lima depuis 1670.
En 1683, Don Melchor réunit une flotte de sept navires pour repousser les 10 bateaux du pirate Edouard David. Commandée par trois généraux, l'armée disperse les pirates et tue leur capitaine après une bataille près du port de Payta. Cette victoire marque un tournant dans la création d'une armada commandée par la vice-royauté.
Il fait également réparer et renforcer les fortifications des principales villes dont Lima, Portobello, Trujillo ou Panama. Les murailles de Lima, longues d'environ 11 kilomètres protègeront la ville pendant près de 200 ans notamment grâce à la construction de 10 entrées et 34 bastions.

#### Constructions civiles et religieuses
Sous son impulsion de nombreux édifices sont construits pour promouvoir la religion catholique, l'éducation et la santé.
Il fonde différents monastères dont celui de Sainte-Thérèse en 1686 et de nombreux couvents tels que celui de Cajamarc, édifices essentiels au développement de ces territoires.

### Mariage et décès
Don Melchor épouse Francisca Toralto de Aragon y Frezza-Orsini, duchesse de la Palata. 
Francisca est l'héritière d'une grande famille qui reçoit le titre héréditaire de duc de la Palata en 1646 du Roi d'Espagne Felipe IV, accordé à Don Francisco Totalto de Aragon, général du roi durant les campagnes de Catalogne. Les Totalto portent également le titre de prince de Massa (Príncipe Massalubrense) en lien avec leurs charges dans le royaume de Naples.
De ce mariage naquirent deux filles:
- Cecilia, future épouse du duc de Lécera, comte de Belchite[4]
- Elvire, mariée avec le marquis de Guadalest.

Melchor de Navarra est vice-roi du Pérou jusqu'en 1689. Il quitte le Pérou en 1691 pour revenir en Espagne. Il aurait alors dû devenir Président du Conseil d'Aragon, mais il meurt le 13 avril 1691 à Portobelo, sur le trajet du retour.